# دوري الأمم الأوروبية 2022–23 أ
دوري الأمم الأوروبية 2022–23 أ (بالإنجليزية: 2022–23 UEFA Nations League A)‏ هو القسم الأعلى في نسخة 2022–23 من دوري الأمم الأوروبية، الموسم الثالث من مسابقة دولية لكرة القدم تشارك فيها فرق الرجال الوطنية من الاتحادات الأعضاء البالغ عددها 55 اتحادًا في الاتحاد الأوروبي لكرة القدم. يتوج الدوري أ بنهائيات دوري الأمم في يونيو 2023 لتحديد بطل المسابقة.

## وصلات خارجية
- الموقع الرسمي